# Marco Sittico Altemps
Marco Sittico Altemps, in tedesco Mark (o Merk) Sittich von Hohenems (Hohenems, 19 agosto 1533 – Roma, 15 febbraio 1595), è stato un cardinale austriaco.

## Biografia
Nacque ad Hohenems, in Austria, dal nobile Wolf Dietrich von Ems zu Hohenems e da Clara Medici, sorella di papa Pio IV. Dopo l'elezione a pontefice dello zio, il suo ramo della famiglia si trapiantò in Italia ed adottò il cognome Altemps (traduzione letterale di Hohenems). Per queste sue parentele fu anche cugino dei cardinali Giovanni Antonio Serbelloni e san Carlo Borromeo ed un suo nipote omonimo, figlio di suo fratello Jacob Hannibal, fu arcivescovo di Salisburgo.
Da giovane intraprese la carriera militare: Prese parte alle Guerre d'Italia in Toscana, sotto il comando di suo zio Gian Giacomo Medici, ed alla lotta contro l'Impero ottomano; Fu anche insignito dell'Ordine San Giacomo.
Intrapresa la carriera ecclesiastica, divenne chierico della camera apostolica dal 23 marzo 1560 grazie all'appoggio dello zio pontefice.
Amministratore apostolico della diocesi di Cassano dal 29 maggio 1560, in quanto non aveva ancora raggiunto l'età canonica per essere nominato vescovo, venne consacrato solo tra il 1564 ed il 1566 per mano del cugino cardinale Carlo Borromeo, arcivescovo di Milano, che subito gli segnalò come "uditore" Alessandro Valignano, futuro plenipotenziario gesuita in Asia. Rassegnò le dimissioni dal governo della sua diocesi l'anno successivo, quando venne nominato legato pontificio presso l'imperatore Ferdinando I ed il Re dei Romani Massimiliano.

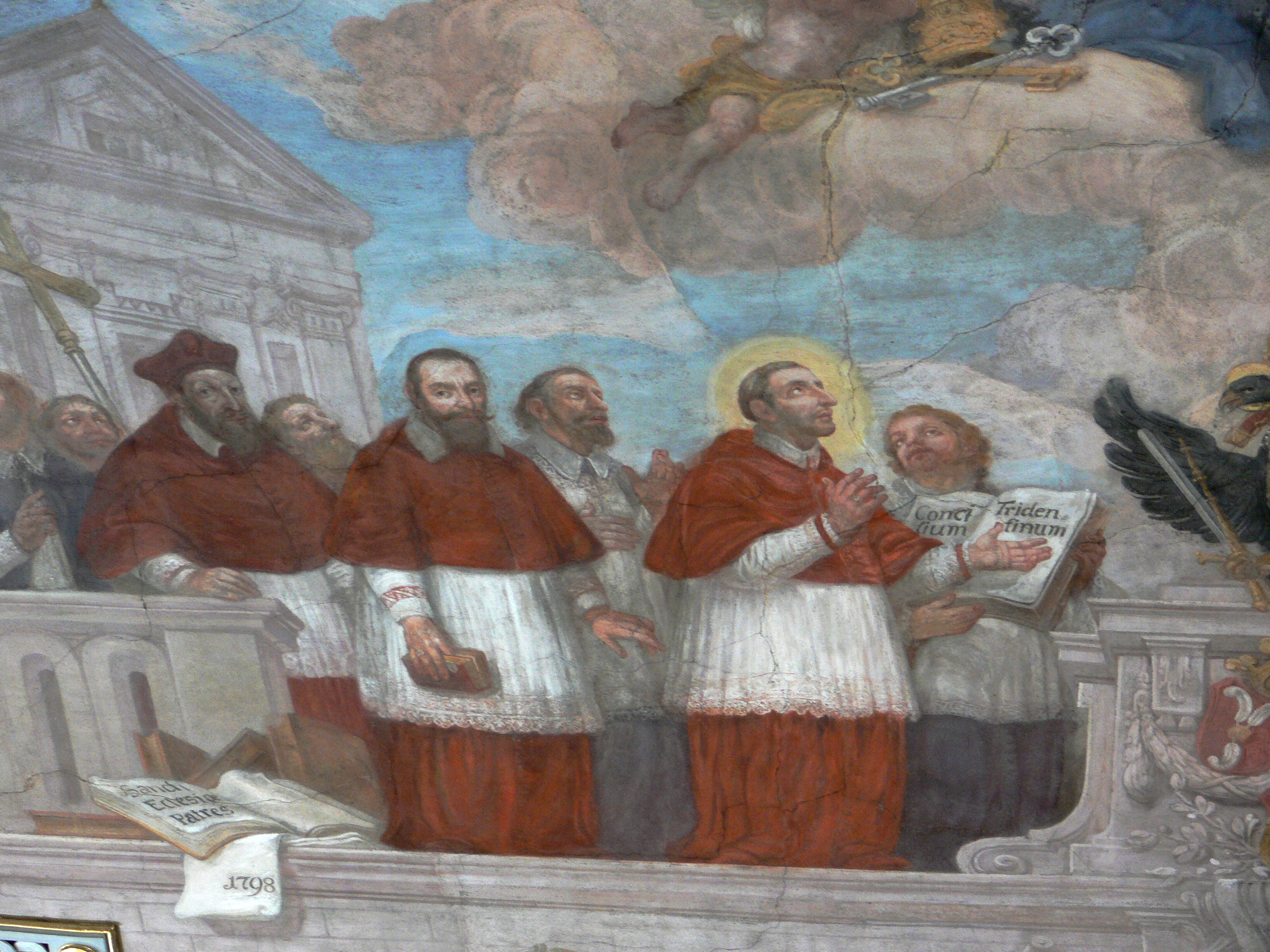
Marco Sittico Altemps (il primo a sinistra, con la berretta cardinalizia) in un'allegoria del Concilio di Trento

Elevato alla dignità cardinalizia, venne creato cardinale diacono nel concistorio del 26 febbraio 1561, ricevendo la porpora e il titolo dei Santi XII Apostoli il 10 marzo dello stesso anno. Eletto dal capitolo della cattedrale, venne preconizzato vescovo di Costanza il 24 ottobre 1561 e poi legato perpetuo ad Avignone. Arciprete della basilica di San Giovanni in Laterano, il 10 novembre 1561 divenne legato pontificio al Concilio di Trento. Nominato governatore di Fermo il 27 dicembre 1561, optò per l'ordine dei cardinali presbiteri il 30 luglio 1563 mantenendo la propria diaconia. Governatore di Norcia e Montagna dal 3 ottobre 1564, divenne legato nella Marca d'Ancona dal 1º novembre dello stesso anno, guadagnandosi anche il governatorato di Ascoli dal 3 novembre successivo. Legato pontificio alla Dieta di Augusta, prese parte al conclave del 1565-1566 che elesse pontefice Pio V ed optò quindi per la diaconia di San Giorgio in Velabro (15 maggio 1565). Governatore di Antona e Cereti dal 18 agosto 1565, divenne governatore ad vitam di Castello Stronconi l'11 novembre 1565, nonché governatore di Capranica, carica che mantenne sino al 1588.
Ricevette la licenza per lasciare Roma e recarsi a Costanza nel febbraio del 1566.
Tornò a Roma nel 1572 in occasione del conclave che elesse papa Gregorio XIII. Optò quindi per il titolo di Santa Maria degli Angeli il 3 ottobre 1577, poi per quello di San Pietro in Vincoli il 3 ottobre 1578, poi per quello di San Clemente il 17 agosto 1579 ed infine per quello di Santa Maria in Trastevere il 5 dicembre 1580. Prese parte al conclave del 1585 che elesse papa Sisto V, il 31 luglio 1589 rinunciò al governo della propria diocesi e l'anno successivo, provato da una malattia, rinunciò al suo ruolo di legato ad Avignone. In ultimo prese parte al primo conclave del 1590 che elesse papa Urbano VII, al secondo in quell'anno che elesse papa Gregorio XIV, a quello del 1591 che elesse papa Innocenzo IX ed a quello del 1592 che elesse Clemente VIII. Venne nominato legato a Viterbo nel novembre 1592.
Finanziò l'erezione del Collegio Helvetico con la cessione dell'abbazia di Mirasole di cui era stato infeudato e fissò la propria abitazione romana nel palazzo Riario, celebre anche per essere stato disegnato da Melozzo da Forlì, facendovi eseguire numerosi lavori. Il palazzo è noto oggi come Palazzo Altemps; qui depositò le collezioni della sua famiglia. Sua fu anche Villa Mondragone a Frascati.
Morì a Roma nel 1595 e venne sepolto nella cappella da lui eretta nella chiesa di Santa Maria in Trastevere.

## Discendenza
Dalla relazione con Camilla Bonfigli ebbe due figli:
- Roberto (1566-1586) da lui discese la famiglia dei duchi di Gallese.
- Altea (1570-26 luglio 1619), monaca benedettina in S. Ambrogio alla Massima dal 13 novembre 1583 con il nome di suor Giovanna[2].

## Genealogia episcopale
La genealogia episcopale è:
- Arcivescovo Filippo Archinto
- Papa Pio IV
- Cardinale Giovanni Antonio Serbelloni
- Cardinale Carlo Borromeo
- Cardinale Marco Sittico Altemps

## Ascendenza
|                                    |                     |                              | Genitori                     |  |  | Nonni |  |  | Bisnonni                    |  |  | Trisnonni            |  |
|                                    |                     |                              |                              |  |  |       |  |  | Merk IV von Ems zu Hohenems |  |  | Marquard III von Ems |  |
|                                    |                     |                              |                              |  |  |       |  |  | Merk IV von Ems zu Hohenems |  |  | Marquard III von Ems |  |
|                                    |                     | Dorothea von Vigenstein      |                              |  |  |       |  |  | Merk IV von Ems zu Hohenems |  |  |                      |  |
| Merk Sittich I von Ems zu Hohenems |                     |                              |                              |  |  |       |  |  | Merk IV von Ems zu Hohenems |  |  |                      |  |
|                                    |                     | Anna von Hohenlandenberg     | Beringer von Hohenlandenberg |  |  |       |  |  |                             |  |  |                      |  |
|                                    |                     | Anna von Hohenlandenberg     | Beringer von Hohenlandenberg |  |  |       |  |  |                             |  |  |                      |  |
|                                    |                     | Anna von Hohenlandenberg     | …                            |  |  |       |  |  |                             |  |  |                      |  |
| Wolf Dietrich von Ems zu Hohenems  |                     | Anna von Hohenlandenberg     |                              |  |  |       |  |  |                             |  |  |                      |  |
|                                    |                     | Michael von Freyberg         | …                            |  |  |       |  |  |                             |  |  |                      |  |
|                                    |                     | Michael von Freyberg         | …                            |  |  |       |  |  |                             |  |  |                      |  |
|                                    |                     | Michael von Freyberg         | …                            |  |  |       |  |  |                             |  |  |                      |  |
| Helena von Freyberg                |                     | Michael von Freyberg         |                              |  |  |       |  |  |                             |  |  |                      |  |
|                                    |                     | Johanna von Helmstatt        | …                            |  |  |       |  |  |                             |  |  |                      |  |
|                                    |                     | Johanna von Helmstatt        | …                            |  |  |       |  |  |                             |  |  |                      |  |
|                                    |                     | Johanna von Helmstatt        | …                            |  |  |       |  |  |                             |  |  |                      |  |
| Marco                              |                     | Johanna von Helmstatt        |                              |  |  |       |  |  |                             |  |  |                      |  |
|                                    | Gian Giacomo Medici | Cristoforo Medici            |                              |  |  |       |  |  |                             |  |  |                      |  |
|                                    | Gian Giacomo Medici | Cristoforo Medici            |                              |  |  |       |  |  |                             |  |  |                      |  |
|                                    | Gian Giacomo Medici | …                            |                              |  |  |       |  |  |                             |  |  |                      |  |
| Bernardino Medici                  | Gian Giacomo Medici |                              |                              |  |  |       |  |  |                             |  |  |                      |  |
|                                    |                     | Clara Rajnoldi               | Giovanni Battista Rajnoldi   |  |  |       |  |  |                             |  |  |                      |  |
|                                    |                     | Clara Rajnoldi               | Giovanni Battista Rajnoldi   |  |  |       |  |  |                             |  |  |                      |  |
|                                    |                     | Clara Rajnoldi               | …                            |  |  |       |  |  |                             |  |  |                      |  |
| Clara Medici di Marignano          |                     | Clara Rajnoldi               |                              |  |  |       |  |  |                             |  |  |                      |  |
|                                    |                     | Giovanni Gabriele Serbelloni | Giovanni Pietro Serbelloni   |  |  |       |  |  |                             |  |  |                      |  |
|                                    |                     | Giovanni Gabriele Serbelloni | Giovanni Pietro Serbelloni   |  |  |       |  |  |                             |  |  |                      |  |
|                                    |                     | Giovanni Gabriele Serbelloni | Elisabetta Rajnoldi          |  |  |       |  |  |                             |  |  |                      |  |
| Cecilia Serbelloni                 |                     | Giovanni Gabriele Serbelloni |                              |  |  |       |  |  |                             |  |  |                      |  |
|                                    |                     | Caterina Bellingeri          | …                            |  |  |       |  |  |                             |  |  |                      |  |
|                                    |                     | Caterina Bellingeri          | …                            |  |  |       |  |  |                             |  |  |                      |  |
|                                    |                     | Caterina Bellingeri          | …                            |  |  |       |  |  |                             |  |  |                      |  |
|                                    |                     | Caterina Bellingeri          |                              |  |  |       |  |  |                             |  |  |                      |  |